# The Mikado
The Mikado is een Britse komische operette geschreven door Gilbert en Sullivan (muziek door Arthur Sullivan,  libretto door William S. Gilbert). Deze werd voor het eerst opgevoerd op 14 maart 1885 in het Londense Savoy Theatre. The Mikado zou alleen daar al 672 keer opgevoerd worden en voor het eind van het jaar al op meer dan 150 plekken wereldwijd worden vertoond.
Hoewel het verhaal zich in Japan afspeelt bevat het juist veel verhulde kritiek op de Britse samenleving en politiek.

## Synopsis
De opera bestaat uit twee akten en speelt in het Japan van 1450. De Japanse Keizer (de Mikado) heeft een landelijk verbod op het flirten opgelegd op straffe van de dood. In het stadje Titipu besluiten de notabelen tot een list, omdat het verbod veel te veel slachtoffers eist. Ze wijzen Ko-Ko aan als nieuwe beul. Ko-Ko is namelijk net zelf veroordeeld wegens flirten, maar aangezien hij nu eerst zijn eigen hoofd moet afhakken voordat hij dit bij de volgende veroordeelde kan doen, zullen er voorlopig wel geen mensen meer gedood worden.
In het stadje Titipu wonen drie kleine meisjes, waarvan de oudste, Yum-yum, verliefd is op een vreemdeling. De liefde blijkt wederzijds. Maar wat niemand weet is dat haar geliefde incognito is. Hij is in werkelijkheid Nanki-Poo, de zoon van de Mikado.
De list, waardoor 'Ko-ko' het verbod op flirten niet kan handhaven, wordt onhoudbaar. Gevolg is dat er iemand gedood moet worden. De eerste die daarvoor in aanmerking komt is Nanki-Poo, want die flirtte opzichtig met Yum-yum. Maar het komt tot een vergelijk. De executie wordt een maand uitgesteld en het jonge paar zal trouwen en dus een maand lang bij elkaar zijn. Van later zorg is dat daarna de executie toch zal plaatsvinden en Yum-yum de bruid van Ko-ko zal worden. De onverwachte komst van de Mikado en Katisha, een hofdame die ook een oogje op Nanki-Poo heeft, gooit echter roet in het eten.
Gedeeltes van deze opera waren ook te zien in de film "Foul Play" uit 1978, met Goldie Hawn en Chevy Chase.